# Mystacella aurea
Mystacella aurea är en tvåvingeart som först beskrevs av Townsend 1916.  Mystacella aurea ingår i släktet Mystacella och familjen parasitflugor. Inga underarter finns listade i Catalogue of Life.